# Lena Dunham
Lena Dunham (Nova York,13 de maig de 1986) és una guionista, directora i actriu estatunidenca. És la guionista, directora i intèrpret de la pel·lícula Tiny Furniture (2010) i la creadora i protagonista de la sèrie Girls de la cadena estatunidenca HBO. El 2012 va ser nominada a quatre Premis Primetime Emmy per Girls.

## Infantesa i adolescència
El seu pare, Carroll Dunham, és un pintor pop art i la seva mare, Laurie Simmons, és una fotògrafa i dissenyadora. El pare de Lena és protestant i, segons ella, descendent dels tripulants del Mayflower; la seva mare és jueva. Té una germana menor, Grace, actriu i estudiant a la Universitat de Brown, la qual va aparèixer a Creative Nonfiction, la primera pel·lícula de Lena, i a Tiny Furniture. Quan eren petites, ambdues germanes van ser cuidades per les fotògrafes Sherri Zuckerman i Catherine McGann.
Lena va anar al col·legi de Santa Ana en Brooklyn (Nova York), on va conèixer Jemima Kirke, actriu que ha intervingut tant a Tiny Furniture com a Girls. Lena es va llicenciar en escriptura creativa en 2008, a l'Oberlin College.

## Carrera
La primera pel·lícula cinematrogàfica que va dirigir Lena, Tiny Furniture, va guanyar el premi a millor guió original de la South by Southwest Music and Media Conference. A més de dirigir-la, en aquesta pel·lícula Lena interpreta el paper d'Aura.
La sèrie de televisió que va crear, Girls, va començar a emetre's el 15 d'abril de 2012 en la estatunidenca HBO. Gràcies a aquesta sèrie Lena ha estat nominada en diverses categories als Premis Primetime Emmy.
També va fer un cameo a la pel·lícula Supporting Characters.
El 8 d'octubre de 2012 Lena va signar un contracte de 3'5 milions de dòlars amb Random House per publicar el seu primer llibre, un assaig titulat Not That Kind of Girl: A Young Woman Tells You What She's Learned (No aquest tipus de noia: Una dona jove t'explica el que ha après).
Va participar en la campanya electoral del president dels Estats Units Barack Obama amb un vídeo promocionant la seva reelecció. El vídeo és un monòleg en el qual, implícitament, compara anar a votar per primera vegada amb perdre la virginitat. La cadena de televisió Fox News va ser portaveu de diversos sectors mediàtics criticant aquest vídeo com a "groller i inadequat".

## Filmografia

### Cinema
| Any  | Títol                    | Personatge        | Notes                                    |
| ---- | ------------------------ | ----------------- | ---------------------------------------- |
| 2006 | Dealing                  | Georgia           | Curtmetratge També guionista i directora |
| 2007 | Una & Jacques            |                   | Curtmetratge                             |
| 2009 | The House of the Devil   | Operadora del 911 | Veu                                      |
| 2009 | Creative Nonfiction      | Ella              | També guionista, directora i editora     |
| 2009 | The Viewer               | Veu               | Curtmetratge                             |
| 2009 | Family Tree              | Lena              | Curtmetratge                             |
| 2010 | Gabi on the Roof in July | Colby             |                                          |
| 2010 | Tiny Furniture           | Aura              | També guionista i directora              |
| 2011 | The Innkeepers           | Barista           |                                          |
| 2012 | Nobody Walks             |                   | Guionista                                |
| 2012 | Supporting Characters    | Alexa             |                                          |
| 2012 | This Is 40               |                   |                                          |
| 2017 | People That Are Not Me   |                   |                                          |

### Televisió
| Any          | Títol                     | Personatge     | Notes |
| ------------ | ------------------------- | -------------- | --- |
| 2007         | Tight Shots               |                | Protagonista També guionista, directora i editora |
| 2009         | Delusional Downtown Divas | Oona           | Protagonista També guionista, directora i editora |
| 2011         | Mildred Pierce            | Infermera 1    | "Part U" (Temporada 1, Episodi 1) "Part Dos" (Temporada 1, Episodi 2) |
| 2012-present | Girls                     | Hannah Horvath | Protagonista També creadora, directora, guionista, co-productora executiva Globus d'Or a la millor actriu en sèrie de televisió musical o còmica (2013) Nominació − Globus d'Or a la millor actriu en sèrie de televisió musical o còmica (2014) Nominació − Primetime Emmy a la millor sèrie còmica (2012, 2013) Nominació − Primetime Emmy al millor director en sèrie còmica (2012, 2013) Nominació − Primetime Emmy al millor guionista en sèrie còmica (2012) Nominació − Primetime Emmy a la millor actriu en sèrie còmica (2012, 2013, 2014) |
| 2014-?       | Adventure Time            | Betty          | |